# Liste des résolutions du Conseil de sécurité des Nations unies sur le Salvador
Cet article dresse une liste des résolutions du Conseil de sécurité des Nations unies concernant le Salvador.

## Salvador
Le Salvador, en forme longue la république du Salvador (en espagnol : El Salvador ou República de El Salvador, respectivement)
Le Salvador est un des membres fondateurs de l'organisation des Nations unies.
- Résolution 654 : Amérique centrale (adoptée le 4 mai 1990).
- Résolution 693 : El Salvador (adoptée le 20 mai 1991).
- Résolution 714 : El Salvador (adoptée le 30 septembre 1991).
- Résolution 729 : El Salvador (adoptée le 14 janvier 1992).
- Résolution 730 : Amérique centrale (adoptée le 16 janvier 1992).
- Résolution 784 : El Salvador (adoptée le 30 octobre 1992).
- Résolution 791 : El Salvador (adoptée le 30 novembre 1992).
- Résolution 832 : El Salvador (adoptée le 27 mai 1993).
- Résolution 888 : El Salvador (adoptée le 30 novembre 1993).
- Résolution 920 : Amérique centrale : efforts de paix (ONUSAL).
- Résolution 961 : Amérique centrale : efforts de paix (dernière prorogation ONUSAL)
- Résolution 991 : l’Amérique centrale : efforts de paix (accélération de l'application des accords de paix en El Salvador ; hommage à l'ONUSAL)